# Otto Roth (Mediziner, 1853)

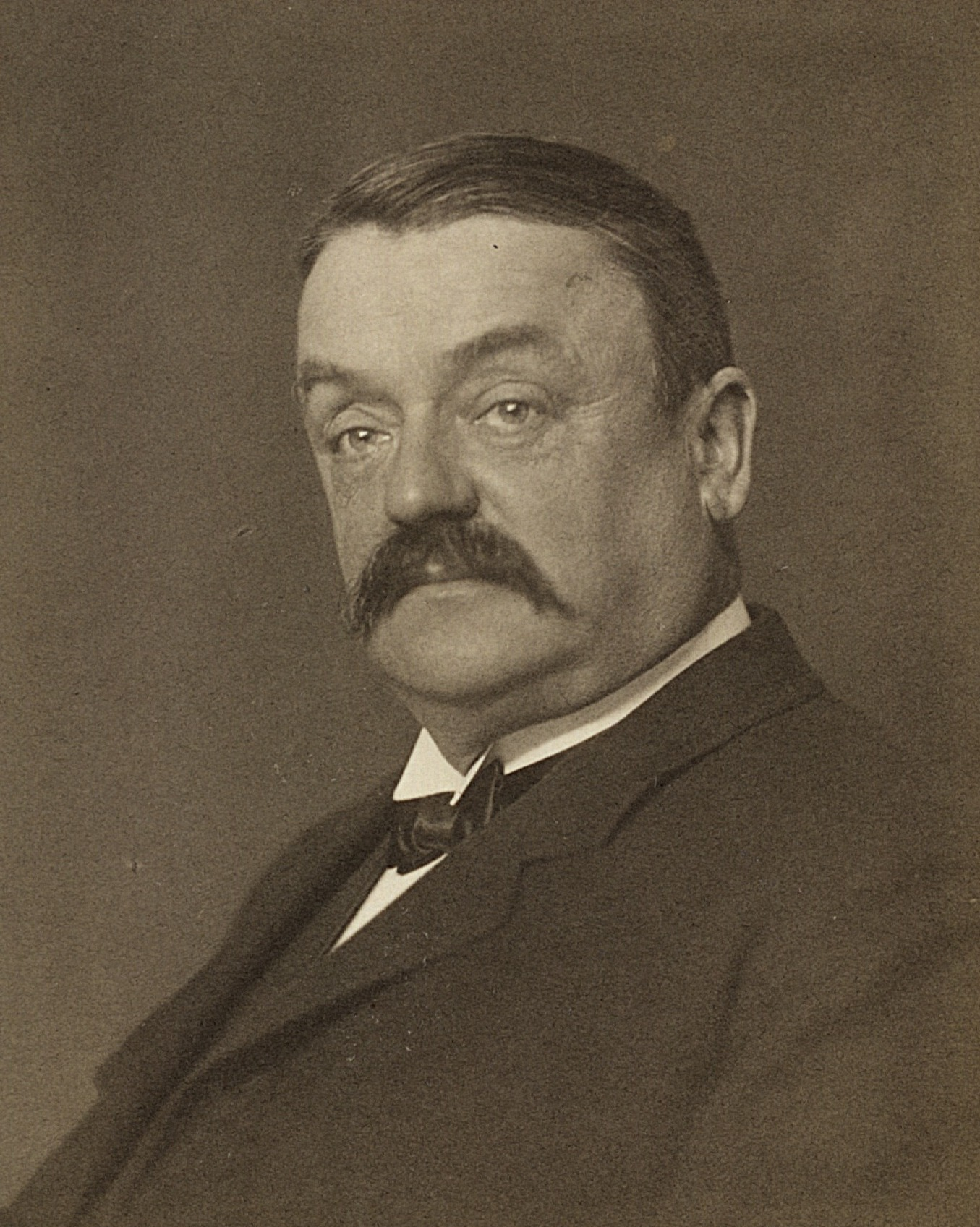
Otto Roth

Johannes Otto Roth (* 25. August 1853 in Teufen AR; † 6. September 1927 ebenda) war ein Schweizer Bakteriologe und Hygieniker.

## Leben
Roth war Sohn des Landammann Johannes Roth (1812–1870) und studierte Medizin an den Universitäten in Zürich, Bern und Heidelberg. Nach Praktika in Berlin, Wien, Prag und Paris ließ er sich für kurze Zeit als Arzt im Kanton Appenzell nieder. Kurz darauf wechselte er jedoch in den Wissenschaftsbetrieb zurück und wurde Schüler von Robert Koch in Berlin. Danach habilitierte er sich 1890 am Hygiene-Institut der Universität Zürich und hielt dort Vorlesungen.
Roth wurde 1894 zum ordentlichen Professor des Eidgenössischen Polytechnikums in Zürich ernannt und hielt dort bis 1920 den Lehrstuhl für Bakteriologie und Hygiene bis zur krankheitsbedingten Aufgabe 1920. Er hielt Vorlesungen für die unterschiedlichsten Fachrichtungen dieser Hochschule wie Apotheker, Maschinenbauer, Chemiker, Architekten und Bauingenieure mit dem Schwerpunkt einer umweltgerechten Lebens- und Arbeitswelt. Auf ihn geht eine erhebliche Verbesserung der Trinkwasserversorgung in den Großstädten der Schweiz zurück.
Der Ingenieur Arnold Roth war sein Sohn; der langjährige Gesandte der Schweiz beim Deutschen Reich Arnold Roth war sein 18 Jahre älterer Bruder.

## Mitgliedschaften
- Naturforschende Gesellschaft in Zürich (1891)